# Grøn
 For alternative betydninger, se Grøn (flertydig). (Se også artikler, som begynder med Grøn)
Grøn er en farve, som indgår i farvespektret. Den grønne del af spektret regnes omtrent fra 520 til 565 nanometer.
Ordet "grøn" kommer fra den indoeuropæiske rod ghre-* (= at gro, vokse), i lighed med ord som "græs" og "at gro". 

## Giftiggrøn
Under sit arbejde med arsenik fik Carl Wilhelm Scheele en stærk grønfarve frem, der blev kendt som "Scheeles grøn". Der fandtes ikke mange stabile grønne farver at vælge mellem, og glansen blev ikke lige smuk, hvis man blandede gult og blåt. I begyndelsen af 1800-tallet blev Scheeles grøn erstattet med en ny farve smaragdgrønt skabt af Wilhelm Sattler i Schweinfurt (Schweinfurter Grün på tysk), men da den blev brugt til at dræbe rotter i kloakkerne i Paris, fik den navnet vert de Paris på fransk og Paris green på engelsk. 
Sattlers smaragdgrønt var med sin kobberblanding lige så giftig som den arsenikholdige "Scheeles grøn". Scheele selv vidste udmærket, at hans grønfarve var giftig, men følte sig tryg ved, at ingen ville tage skade af den. Deri tog han fejl. På trods af sin giftighed blev Scheeles grøn benyttet i sæbe, stearinlys, spillekort, tøj, indpakningspapir, legetøj, tapeter, madvarer og godter. Tapetruller blev fremstillet maskinelt fra 1875, og snart prydede farvestærke tapeter borgerskabets hjem. Stormønstrede, grønne tapeter var højeste mode. Scheeles grøn kom her til nytte. Ulempen var, at tapeterne kunne indeholde så meget som et gram arsenik pr. kvadratmeter. I en tapetseret stue kunne der dermed være nok arsenik til at dræbe hundrede mennesker. Allerede i 1839 havde den tyske kemiker Leopold Gmelin  skrevet en advarsel i Karlsruher Zeitung. Han beskrev "eines widrigen, mäuseartigen Geruchs" (= en modbydelig lugt af mus) i nordvendte værelser, især de uopvarmede. I England skrev Andrew Taylor, der nær var blevet forgiftet af brød, der havde ligget på grønt papir i bageriet: "the Prussian poison-symbol of a scull and cross-bones...should be printed as a pattern upon it." Tapeterne var fæstet med gelatine og melbaseret lim, og når det blev fugtigt, begyndte limen at mugne. Mens vi skiller arsenik ud med urinen, danner nogle mugsvampe i stedet gassen trimetylarsin (CH3)3As. Den er giftig og kaldes "Gosios gas" efter Bartolomeo Gosio,  der havde studeret sammen med Robert Koch og forsket sig frem til gassen. Arsenikforgiftning fra mugne tapeter kaldes også "Gosios sygdom". Man har spurgt, om Napoleon døde af forgiftning fra tapeterne på St. Helena.  Først måtte man vide, om han overhovedet havde grønne tapeter i sin bolig. I et radioprogram i England i 1980 blev lytterne spurgt, om nogen havde kendskab til sagen. Utroligt nok fandtes en notesbog fra et besøg på St. Helena i 1823, kun to år efter Napoleons død, og notesbogens ejer havde ovenikøbet taget et stykke af tapetet fra Napoleons værelse med som souvenir og lagt det i bogen. Tapetet var vitterligt grønt, og en analyse tydede på Scheeles grøn. Analyser af to hårstrå fra kejseren viste et ret højt indhold af arsenik yderst og nærmest ved hovedet, men mindre på midten, hvad der passer med årstidsvariationerne på St. Helena. Høj luftfugtighed giver stor mugaktivitet og dermed høj eksponering for gas fra tapeterne. 
Ironisk nok var tapeterne med det højeste arsenikindhold de mindst farlige. Der tog arsenikken nemlig livet af eventuelle mugsvampe. Og i 1890'erne forsvandt problemet, da den kemiske industri fremstillede farverne "malakitgrøn" og direct green. 

## Symbolik
Den grønne farve er håbets, det levende og vækstens farve. I farvelæren hos Goethe i Zur Farbenlehre fra 1810, er grønt ofte farven i midten.  At "sove på sit grønne øre" er at sove trygt; og når trafiklys lyser grønt, er der klar og fri bane.
Grønt symboliserer også umodenhed, en grønskolling.
I islam er grøn profetens farve. I Irland er grøn katolikkernes farve, mens orange er protestanternes. 
Kristi kors afbildes ofte som grønt som symbol på håb og frelse. Evangelisten Johannes afbildes ofte med grøn kappe. I kirken er grøn den liturgiske farve i Hellig tre kongers- og trinitatistiden, hvor evangelieteksterne handler om Jesu barndom og opvækst.
"Håbet er lysegrønt", skrev Johanne (Hanna) Christiane Irgens (1793–1853) fra Næstved i sin vise Livets farver fra 1840:
Livet er altid skønt, håbet er lysegrønt,
mismod er stedse grå, glæden er himmelblå.
Eksempler på nuancer af farven grøn:
|  |  |  |  |  |  |  |  |  |  |
|  |  |  |  |  |  |  |  |  |  |

## Anvendelse
- Fra starten på international motorsport og indtil 1960'erne blev grøn anvendt som international racingfarve på britiske biler. Nuancen kaldes British racing green.[10]